# Tàngara de bigotis blaus
La tàngara de bigotis blaus (Tangara johannae) és un ocell de la família dels tràupids (Thraupidae).

## Hàbitat i distribució
Habita la selva pluvial, a les terres baixes a l'oest de Colòmbia i nord-oest de l'Equador.